# Ruslan Alahno
Ruslan Alahno (bjeloruski: Руслан Аляхно, ruski: Руслан Алехно, Minsk, 14. ožujka 1981.) je bjeloruski pjevač koji je postao poznat nakon pobjede u Narodnij Artistu 2. 2008. je predstavljao Bjelorusiju na Euroviziji s pjesmom Hasta La Vista. Nije se uspio kvalificirati u finale. U polufinalu je završio 17. s 27 bodova.

## Diskografija

### Albumi
- Neobiknovennaya (2005.)
- Rano Ili Pozdno (Sooner Or Later) (2005.)